# Kaishantun (köpinghuvudort i Kina, Jilin Sheng, lat 42,70, long 129,76)
Kaishantun är en köpinghuvudort i Kina. Den ligger i provinsen Jilin, i den nordöstra delen av landet, omkring 390 kilometer öster om provinshuvudstaden Changchun. Antalet invånare är 18 611. Befolkningen består av 9 209 kvinnor och 9 402 män. Barn under 15 år utgör 4,0 %, vuxna 15-64 år 82 %, och äldre över 65 år 12,0 %.
Runt Kaishantun är det ganska tätbefolkat, med 166 invånare per kvadratkilometer. Kaishantun är det största samhället i trakten. Trakten runt Kaishantun består till största delen av jordbruksmark.
Genomsnittlig årsnederbörd är 967 millimeter. Den regnigaste månaden är juli, med i genomsnitt 216 mm nederbörd, och den torraste är januari, med 9 mm nederbörd.